# Université d'État de Bridgewater
Pour les articles homonymes, voir BSU.
L'université d'État de Bridgewater (en anglais : Bridgewater State University ou BSU) est une université américaine située à Bridgewater dans le Massachusetts.

## Source
- (en) Cet article est partiellement ou en totalité issu de l’article de Wikipédia en anglais intitulé « Bridgewater State University » (voir la liste des auteurs).